# 오다촌 (사가현)
오다촌(일본어: 小田村)은 일본 사가현 기시마군에 있던 촌이다. 현재의 고호쿠정의 일부에 해당한다.

## 지리
히지리산 기슭의 구릉지대와 이어지는 남쪽 롯카쿠강 북안 평지에 위치했다.

## 역사
- 1889년 4월 1일 - 정촌제 시행에 의해 기시마군 오다촌이 성립하였다.
- 1932년 4월 1일 - 야마구치촌, 사루시촌과 합병해 고호쿠촌이 신설되어 폐지하였다.

## 교통

### 철도
- 규슈 철도 (현 규슈 여객철도)
  - 나가사키선
  - 아리아케선 (현 나가사키 본선)

## 참고문헌
- 角川日本地名大辞典 41 佐賀県
- 『市町村名変遷辞典』東京堂出版、1990年。